# IC 5123
IC 5123 је спирална галаксија у сазвјежђу Индијанац која се налази на листи објеката дубоког неба у Индекс каталогу.
Деклинација објекта је - 72° 25' 14" а ректасцензија 21h 44m 49,3s. Привидна величина (магнитуда) објекта IC 5123 износи 13,7 а фотографска магнитуда 14,5. IC 5123 је још познат и под ознакама ESO 48-6, IRAS 21402-7239, PGC 67283.